# كارولين سي
كارولين سي (بالإنجليزية: Carolyn See)‏ (13 يناير 1934، باسادينا في الولايات المتحدة - 13 يوليو 2016، سانتا مونيكا في الولايات المتحدة)؛ ناقدة سينمائية، صحفية وروائية أمريكية. درست في جامعة كاليفورنيا.

## الجوائز
- زمالة غوغنهايم